# Verge A
Messier 87 (també coneguda com a Galàxia Verge A, Verge A, M87, o NGC 4486) és una galàxia el·líptica gegant situada a la constel·lació de la Verge. Va ser descoberta per Charles Messier el 18 de març de 1781.
M87 és la major i més lluminosa galàxia de la zona nord del Cúmul de la Verge La galàxia també conté un nucli galàctic actiu notable que és una font d'alta intensitat de radiació de longitud d'ona múltiple, en particular en freqüència de ràdio. Es tracta de la galàxia el·líptica més brillant propera a la Terra i una de les fonts de ràdio més brillants del cel, el que la converteix en un objectiu popular tant pels astrònoms aficionats com per a l'estudi científic. S'ha estimat que la galàxia té una massa, dins d'un radi de 32 kpc, de 2,6 ± 0.3 x 1012 masses solars.

## Visibilitat

Àrea de la constel·lació de la Verge al voltant de M87

M87 es troba prop d'un límit alt de la declinació de la constel·lació de la Verge, tocant a Coma Berenices. Es troba al llarg de la línia entre les estrelles Epsilon Virginis i Denebola (Beta Leonis). La galàxia es pot observar utilitzant un petit telescopi amb una obertura de 6 cm (2.4 in), s'estén per una zona angular de  7.2 × 6.8 minuts d'arc  amb una lluminositat superficial de 12,9, amb un nucli molt brillant de 45 segons d'arc. Veure el jet és un repte sense l'ajuda de la fotografia. Abans de 1991, l'astrònom ucraïnesoestatunidenc Otto Struve era l'única persona coneguda que havia vist el jet visualment, utilitzant el telescopi Hooker de 254 cm (100 in). En anys més recents s'ha observat en telescopis amateurs més grans en condicions excel·lents.

## Cúmuls globulars
La M87 té una població inusualment gran de cúmuls globulars, potser la més gran coneguda en una sola galàxia, en comparació dels 150-200 de la Via Làctia. En un sondeig de 2006, es va estimar que hi hauria uns 12.000 ± 800 cúmuls al voltant de l'M87.
A més, està envoltada per un gran halo només visible en fotografies de molt llarga exposició i sensibilitat, de forma molt elongada i irregular i que s'estén almenys 30 minuts d'arc (la mida aparent de la Lluna plena) —corresponent a una mida real de més de mig milió d'anys llum a la distància d'aquesta galàxia—, i que es creu que està format per estrelles pertanyents a galàxies que han estat destruïdes per l'atracció gravitatòria de M87 en trobades properes amb ella, per després ser absorbides finalment. Aquest halo sembla estar distorsionat per l'atracció gravitatòria de galàxies veïnes del cúmul de Virgo, i la seva presència explica que M87 es classifiqui de vegades com una galàxia de tipus cD, encara que incipient.
Pel que sembla, l'halo arriba fins a una distància d'uns 150 quiloparsecs; es desconeix la raó per la qual acaba a aquesta distància, i les possibilitats estudiades inclouen una trobada passada entre M87 i una altra galàxia —segurament M84— o una contracció d'aquest a causa de matèria fosca caient cap a la galàxia aquí tractada; el mateix estudi en què s'ha suggerit això també proposa que M87 i M86 estan caient l'una cap a l'altra i que estan sent observades just abans del seu primer acostament proper. També hi ha diversos corrents d'estrelles, i es creu que han estat arrencades d'altres galàxies properes o que són restes de galàxies menors destruïdes i absorbides per M87.

## Doll de matèria
En 1918, l'astrònom Heber Doust Curtis de l'Observatori Lick va descobrir un doll de matèria procedent de l'M87 que el va descriure com "un curiós llamp recte". Aquest doll de matèria o jet s'estén almenys 5.000 anys llum des del nucli de l'M87 i està format per matèria ejectada de la mateixa galàxia, probablement per un forat negre. Els astrònoms creuen que el forat negre d'aquesta galàxia té una massa aproximada de 3.000 milions de masses solars, però investigacions recents pugen aquesta massa fins a entre 6.400 i 6.600 milions de masses solars. Aquest forat negre està envoltat per un disc de gas calent, que l'alimenta a raó d'una massa solar cada 10 anys, i s'ha suggerit que la seva posició no coincideix amb la del centre exacte d'aquesta galàxia, i és aproximadament 22 anys llum d'ell (una cosa les causes de la qual es desconeixen i que ha estat atribuït al fet que M87 hagués nascut després de la fusió de dues galàxies anteriors amb forats negres supermassius al seu centre i que, en fusionar-se aquests, hagués acabat allà, o també que el jet hagués propulsat el forat negre a aquesta distància).
El 22 d'agost del 2013, es va publicar un estudi basat en observacions realitzades, des del 1995 fins al 2008, per diversos especialistes de l'Univers profund, aprofitant les possibilitats del telescopi espacial Hubble. Van obtenir una sèrie de pel·lícules a intervals que mostren un raig de plasma de 5000 anys llum de llarg que és expulsat d'un forat negre supermassiu. Aquest forat negre sembla que se situa al centre de la galàxia M87. Sembla que va trobar evidències que suggereixen el moviment en espiral d'aquest raig, creant un camp magnètic en forma d'hèlix que envolta el forat negre. A la part exterior del raig, un grup de gas brillant, que van anomenar nus B, sembla que va en ziga-zaga.
A l'M87 també s'ha trobat una font intensa de raigs X. La seva proximitat significa que és una de les radiogalàxies més ben estudiades.
El medi interestel·lar d'aquesta galàxia està ocupat per un gas enriquit en elements com carboni i nitrogen, que han estat produïts sobretot per estrelles existents en la branca asimptòtica gegant, i oxigen i ferro produïts per supernoves, sobretot de tipus Ia. L'abundància d'aquests elements és de la meitat de l'abundància al Sol fins a un radi de 4 quiloparsecs, i augmenta a partir d'aquest radi.
Finalment, M87 compta amb diversos filaments de pols amb masses d'al voltant de 10.000 masses solars, i altres de gas calent que semblen procedir de la galàxia menor en procés d'absorció esmentada abans, i està envoltada per un halo de gas calent.

### Moviment superlumínic
En les imatges realitzades pel telescopi espacial Hubble el 1999, el moviment del doll de matèria de l'M87 va ser calculat en de quatre a sis vegades la velocitat de la llum. Es creu que aquest moviment és el resultat visual de la velocitat relativista del doll de matèria, i no un moviment superlumínic veritable. No obstant això, la detecció de tal moviment protegeix la teoria que quàsars, objectes BL Lacertae i radiogalàxies poden ser el mateix fenomen, conegut com a galàxies actives, vistes des de diferents perspectives; de fet, alguns astrònoms han suggerit que M87 pot ser en realitat una galàxia de tipus BL Lacertae (encara que, a diferència d'altres objectes d'aquesta classe, amb un nucli de poca brillantor , comparat amb la resta de la galàxia) vista des d'un angle que resulta desfavorable per apreciar les propietats d'aquest tipus d'objectes.

### Llaços i anells d'emissió de raigs X
Les observacions fetes per l'observatori de raigs X Chandra indiquen la presència de llaços i anells en el gas calent d'emissió de raigs X que s'estén pel cúmul i envolta a l'M87. Aquests llaços i anells estan formats per ones de pressió. Les ones de pressió es formen per les variacions en la velocitat en què la matèria és ejectada pel forat negre supermassiu (anomenat M87*, pronunciat "ema vuitanta-set estel") en forma de dolls. La distribució dels llaços suggereixen que les erupcions menors ocorren cada 6 milions d'anys. Un dels anells, causat per una erupció major, és una ona de xoc de 85.000 anys llum de diàmetre al voltant del forat negre. Una altra característica notable són els fins filaments d'emissió de raigs X que s'estenen fins a una longitud de 100.000 anys llum i una gran cavitat en el gas calent causada per una gran erupció fa 70 milions d'anys.
Les erupcions regulars impedeixen una reserva gran de gas per al refredament i formació d'estrelles, la qual cosa implica que l'evolució de l'M87 s'ha pogut veure afectada de manera que s'ha impedit que es convertís en una galàxia espiral de gran proporcions. Les observacions també van comprovar la presència d'ones de sons: 56 octaves per sota del do4 per a les erupcions menors i 58 o 59 octaves per sota del do4 per a les majors.

### Emissions de raigs gamma

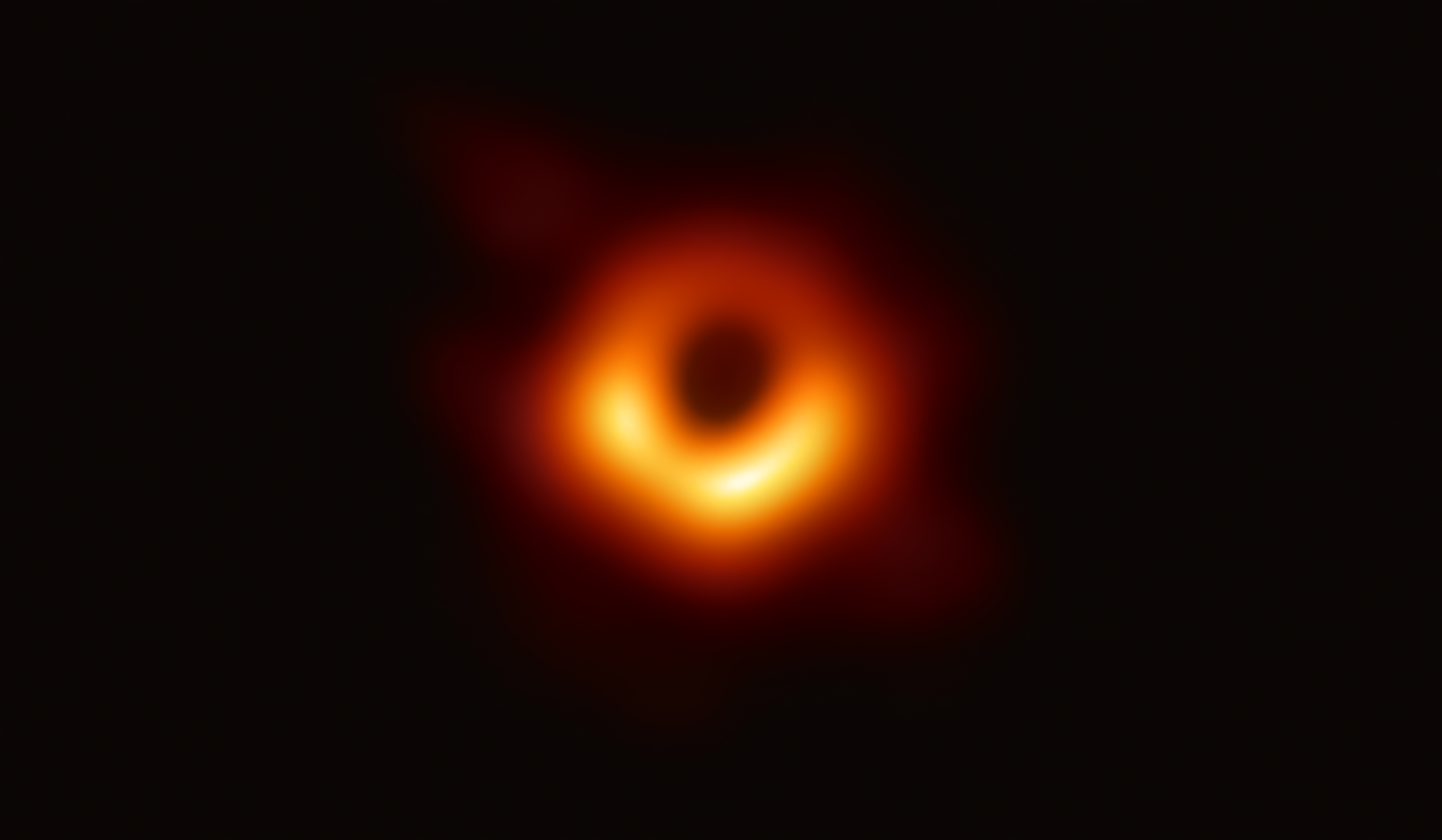
Imatge del forat negre al centre de l'M87, obtinguda en el marc del Event Horizon Telescope.

L'M87 és també una font de raigs gamma. Aquests raigs són els més energètics de l'espectre electromagnètic; més d'un milió de vegades de major intensitat que la llum visible. Els raigs gamma procedents de l'M87 van començar a ser observats a la fi de la dècada de 1990, però més tard, gràcies als telescopis HESS, els científics han mesurat la variació del flux de raigs gamma i han descobert que els canvis es produeixen en qüestió de dies.
S'ha acceptat que al centre de l'M87 hi ha un forat negre supermassiu, amb una massa de diversos milers de milions de masses solars. No obstant això, el fet que les variacions puguin canviar al cap d'uns dies, fa que l'entorn immediat al forat negre supermassiu de l'M87, amb una grandària similar al sistema solar, sigui una prometedora font de raigs gamma. En general, a menor superfície, major rapidesa de variació i viceversa. S'ha especulat que la grandària del forat negre de l'M87 sigui semblant al del sistema solar.
La primera imatge del forat negre, que es va fer pública el dimecres 10 d'abril del 2019, va ser presa per l'anomenat EHT, sigles en anglès dEvent Horizon Telescope, una xarxa de vuit telescopis, gràcies a l'algorisme generat per un equip del Laboratori de Ciències de la Computació i intel·ligència artificial de l'Institut de Tecnologia de Massachusetts (MIT), el Centre d'Astrofísica Harvard-Smithsonian i l'Observatori Haystack del MIT, dirigits el 2016 per Katie Bouman, que llavors era estudiant de postgrau en el mateix MIT.